# Centrale hydroélectrique de Kiambere
La centrale hydroélectrique de Kiambere  (anglais : Kiambere Hydroelectric Power Station) est un barrage en remblai à base de terre et pierre situé sur la rivière Tana près de Kiambere, au Kenya. Il chevauche la frontière des comtés d'Embu et de Kitui dans la province de l'Est du Kenia. 
La centrale électrique a été mise en service en 1988. Elle appartient à la Kenya Electricity Generating Company (KenGen), mais est exploitée par la Tana River Development Authority (TARDA).

## Barrage
La structure de l'ouvrage se compose de deux barrages en terre et pierre : un barrage principal d'une hauteur de 100 ou 110 m et d'une longueur de la crête d'environ 1 km, ainsi qu'un autre barrage d'une hauteur de 35 m qui remplit une incision du terrain voisin. Le volume de la structure est environ 8,5 millions de m3,,,.
Le barrage possède une sortie de fond et un déversoir. Un maximum de 80 m3/s peut être déversé par la sortie de fond et un maximum de 50 m3/s par le déversoir. La crue nominale est de 5,500 m3/s, la probabilité que cet événement se produise a été déterminée comme étant une fois tous les 10,000 ans.

### Réservoir
Lorsqu'il est complètement endigué, le réservoir contient environ 585 millions de m3 d'eau.
Le débit du  Tana près de Kiambere est variable : la moyenne est de 113 m3/s, le minimum est de 37 m3/s. 
Le barrage de 110 m de haut retient un réservoir de 585 000 000 m3. Un autre barrage en amont fournit par une prise d'eau véhiculée par un tunnel de 4 060 m un à la centrale électrique qui est située sous terre qui est équipée de deux turbo-générateurs Francis de 82,5 MW,,,.

## Centrale électrique
Avec une puissance installée de 168 MW, la centrale de Kiambere est actuellement (février 2015) la deuxième plus grande centrale hydroélectrique du Kenya. La production annuelle moyenne fluctue en fonction du débit de la rivière Tana : en 2003 de 1 010 millions de kWh et en 2008, elle était de 621 millions de kWh,,,.
Les deux turbines Francis ont été mises en service en 1988 (avec une capacité de 72 MW chacune à l'époque). De 2007 à 2008, leur puissance a été portée à 84 MW et rentrent en service en 2009. Elles  sont situés dans une centrale souterraine, qui est reliée à la prise d'eau du barrage par un tunnel d'alimentation d'environ 4 km.
L'objectif principal du barrage est la production d'énergie hydroélectrique et il comporte une centrale électrique de 165 MW. La construction du barrage a commencé en 1983 et s'est terminée en 1987,,,. 
L'eau libérée par la centrale électrique est renvoyée au Tana par un tunnel de 1,4 km de long. La différence d'élévation entre le réservoir et la centrale permet d'obtenir une hauteur de chute de 150,5 m, .

## Autour du projet
En novembre 1983, la Banque internationale pour la reconstruction et le développement (BIRD) a estimé le coût total du projet (y compris une ligne de 220 kV d'une longueur de 80 km) à 312 millions USD.
Le 28 juin 1984, la BIRD a accordé un prêt de 95 millions USD à la Tana and Athi Rivers Development Authority pour la construction de la centrale électrique. Le taux d'intérêt est de 10,08%,,,.
La centrale fait partie d'une chaîne de cinq centrales hydroélectriques sur le fleuve Tana - Masinga, Kamburu, Gitaru, Kindaruma et Kiambere  qui ont ensemble une capacité installée de 599,2 MW. Des études de faisabilité pour l'expansion de l'hydroélectricité sur la rivière Tana ont été menées dans les années 1970 envisageant une cascade de onze centrales électriques. Cependant, seuls les cinq éléments ci-dessus ont été réalisés jusqu'à présent , .